# Certima sticta
Certima sticta är en fjärilsart som beskrevs av Paul Dognin 1892. Certima sticta ingår i släktet Certima och familjen mätare. Inga underarter finns listade i Catalogue of Life.